# Lygosoma lineata
Lygosoma lineata är en ödleart som beskrevs av  Gray 1839. Lygosoma lineata ingår i släktet Lygosoma och familjen skinkar. Inga underarter finns listade i Catalogue of Life.